# 盛达矿业
盛达矿业股份有限公司 （深交所：000603）是中国深圳证券交易所的一家上市公司，主营业务范围为有色金属矿采选业。
2011年，该公司主营业务收入为941829468.10元，公司净利润为351216150.39元，公司总资产为1050759406.67元。